# Nyikolajevszkij híd
A Nyikolajevszkij híd (orosz nyelven: Николаевский мост) a 2010-es években épült közúti híd a Jenyiszejen, az oroszországi Krasznojarszkban. A dél-szibériai város negyedik közúti hídja, ismert még Negyedik híd és Afontovij híd néven is. Két ütemben épült.

## Helye, tervezése
A híd építését régóta tervezték. Megvalósítása csak akkor vált lehetővé, miután a város megkapta a 2019. évi téli Universiade rendezési jogát. Így a beruházás legnagyobb részét a központi (szövetségi) költségvetésből finanszírozták.
A híd a meglévő vasúti hídtól 170 m-rel feljebb (nyugatabbra) épült, 22 pillérre támaszkodik. A fesztávok méretét és a folyómeder pilléreinek elhelyezését a vasúti hídéhoz igazítva határozták meg. A város közigazgatási határán belül forrásirányban ez a legfelső híd a Jenyiszejen. Szerepe többek között a milliós nagyváros két központi hídjának tehermentesítése, a bal parti városrész közlekedésének javítása és a jobb partra tervezett új lakónegyedek előkészítése.
Tervét a szentpétervári Transzmoszt Rt-nél készítették. Ez magába foglalta a Jenyiszej feletti hidat mindkét parton többszintes közlekedési csomópontokkal, valamint a híd egyenes folytatásaként egy gyorsforgalmi autóút építését az északnyugati városrészben. Ennek megfelelően a híd építése két ütemben történt.

## Építése

### Az első ütem

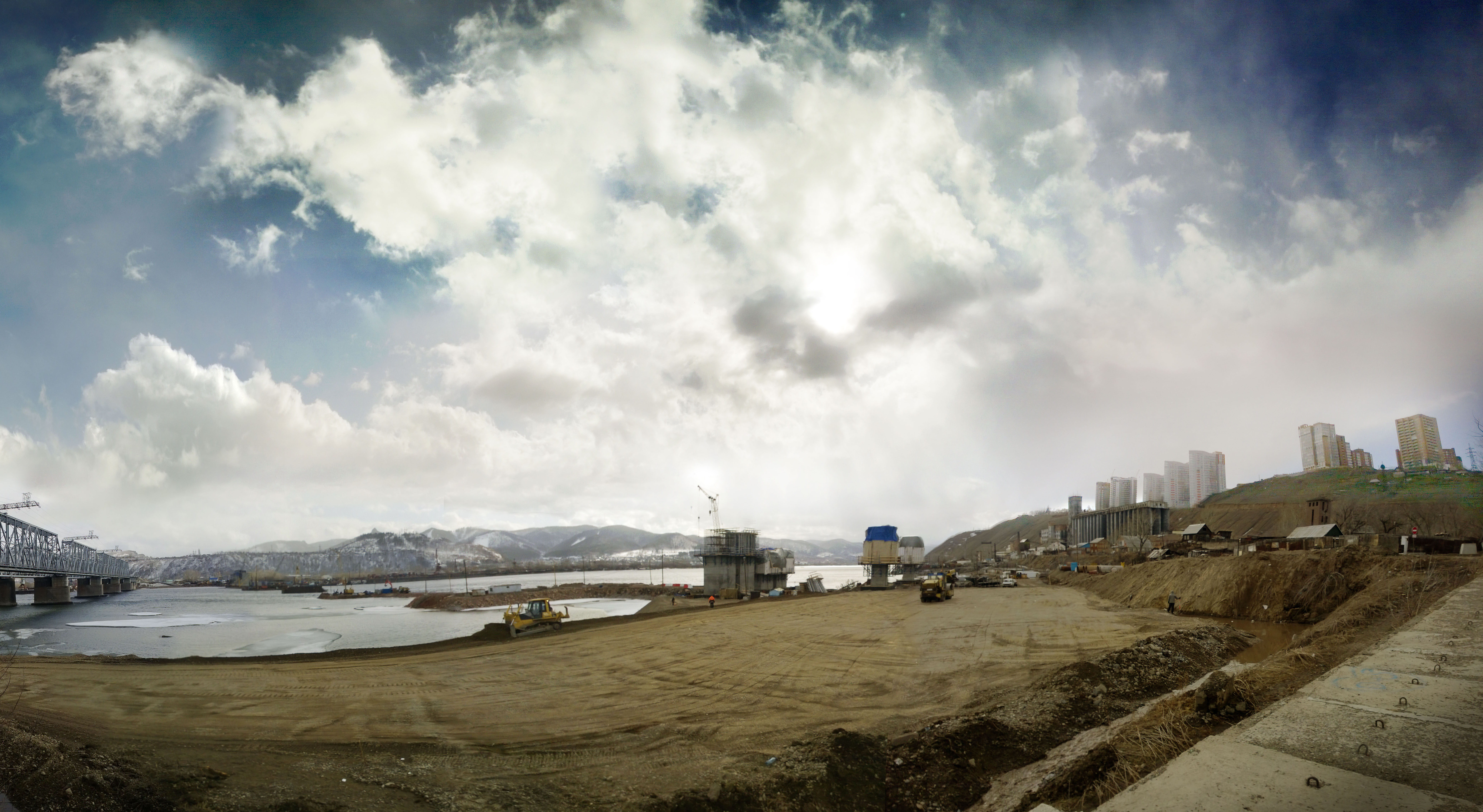
Az épülő híd (2013. március)

Az első ütemben megépült maga a híd a két csomóponttal, de a bal parti csomópont csak részben készült el. 
Az építkezés 2012. júniusban kezdődött, és az első ütem 2015 őszére fejeződött be. 2015. október 29-én tartották az avatóünnepséget és a hidat megnyitották a forgalom előtt. Az első ütemben elkészült létesítmény teljes hossza 6771 m volt. Ebből a híd hossza 1273 méter: a folyómeder feletti rész 775 m és a jobb parti ártér feletti rész 498 m. A bal parton ekkor még nem volt egyenes folytatása a hídnak, csak a jobbra és a balra kanyarodó le- és felhajtó ágak készültek el. A két parton a le- és felhajtó ágak együttes hossza 5498 méter volt az átadáskor. A híd szélessége 31,5 m, irányonként három forgalmi sávval és 2 × 1,5 m széles járdával.

### A második ütem

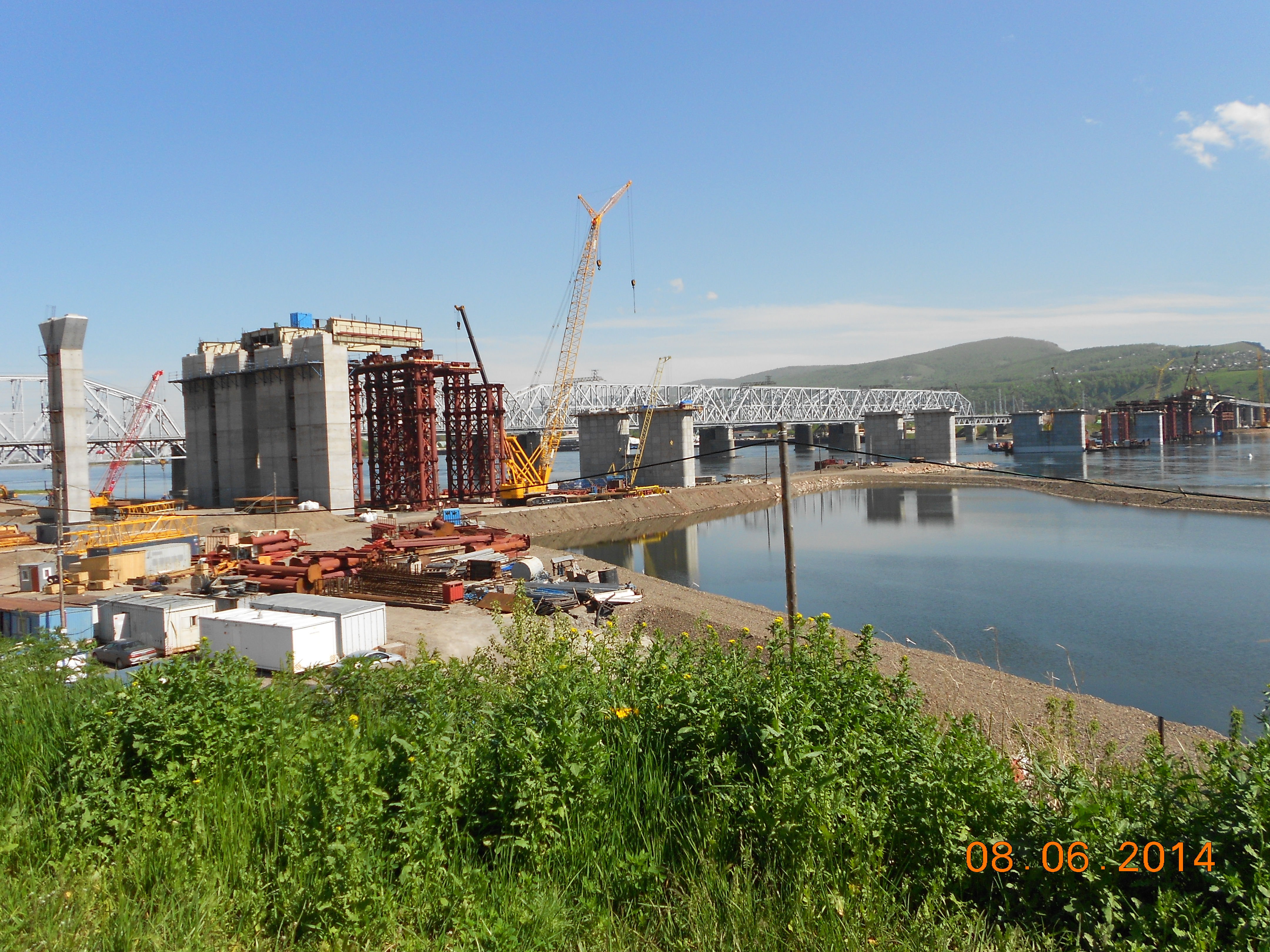
Az épülő híd (2014. június)

A híd egyenesvonalú folytatása csak a 2. ütemben épült meg, a hídhoz vezető 2350 m (más forrás szerint 2,8 km) hosszú gyorsforgalmi autóúttal együtt. Ez az építkezés hivatalosan 2016. decembertől 23 hónapig tartott, az autóutat és a híd bal parti befejezését 2018. november 30-án nyitották meg a forgalom előtt.
Előzőleg a hídhoz vezető autóút építéséhez összesen 397 telket kellett lefoglalni (kisajátítani) és 611 kisebb lakóépületet lebontani. A lakók pénzbeli kártérítést vagy új lakást kaphattak. A területen akkor egy ideje már folyamatban volt több magas lakóház építése. Az autóút csaknem végig beépített területen halad, számos keresztutcát érint, de szintbeli kereszteződések nélkül. A létesítményhez tartozik többek között 4 felüljáró és 5 gyalogos aluljáró. 
A város legmodernebbnek tartott közlekedési csomópontja a 2019. évi téli Universiade márciusi megnyitására épült és jelentősen lerövidítette a sportlétesítmények közötti utazást. A hídépítéssel párhuzamosan készült el a jobb parti hídfőnél a versenyek egyik helyszíne is, a Platyinum Aréna.